# Sympycnus clavicornis
Sympycnus clavicornis är en tvåvingeart som beskrevs av Van Duzee 1930. Sympycnus clavicornis ingår i släktet Sympycnus och familjen styltflugor.
Artens utbredningsområde är Kalifornien. Inga underarter finns listade i Catalogue of Life.